# Ocellularia glaziovii
Ocellularia glaziovii är en lavart som beskrevs av Johannes Müller Argoviensis 1895. 
Ocellularia glaziovii ingår i släktet Ocellularia och familjen Thelotremataceae. Inga underarter finns listade i Catalogue of Life.